# Matysová
Matysová – wieś (obec) na Słowacji w kraju preszowskim, powiecie Lubowla. Miejscowość została założona w 2. połowie XIV wieku, pierwsza wzmianka pisemna o niej pochodzi z roku 1408.
W miejscowości Matysová znajdowała się drewniana cerkiew greckokatolicka św. Michała Archanioła wybudowana w 1833, która została przeniesiona w 1979 do skansenu w Lubowli.